# フレデリック・スタール

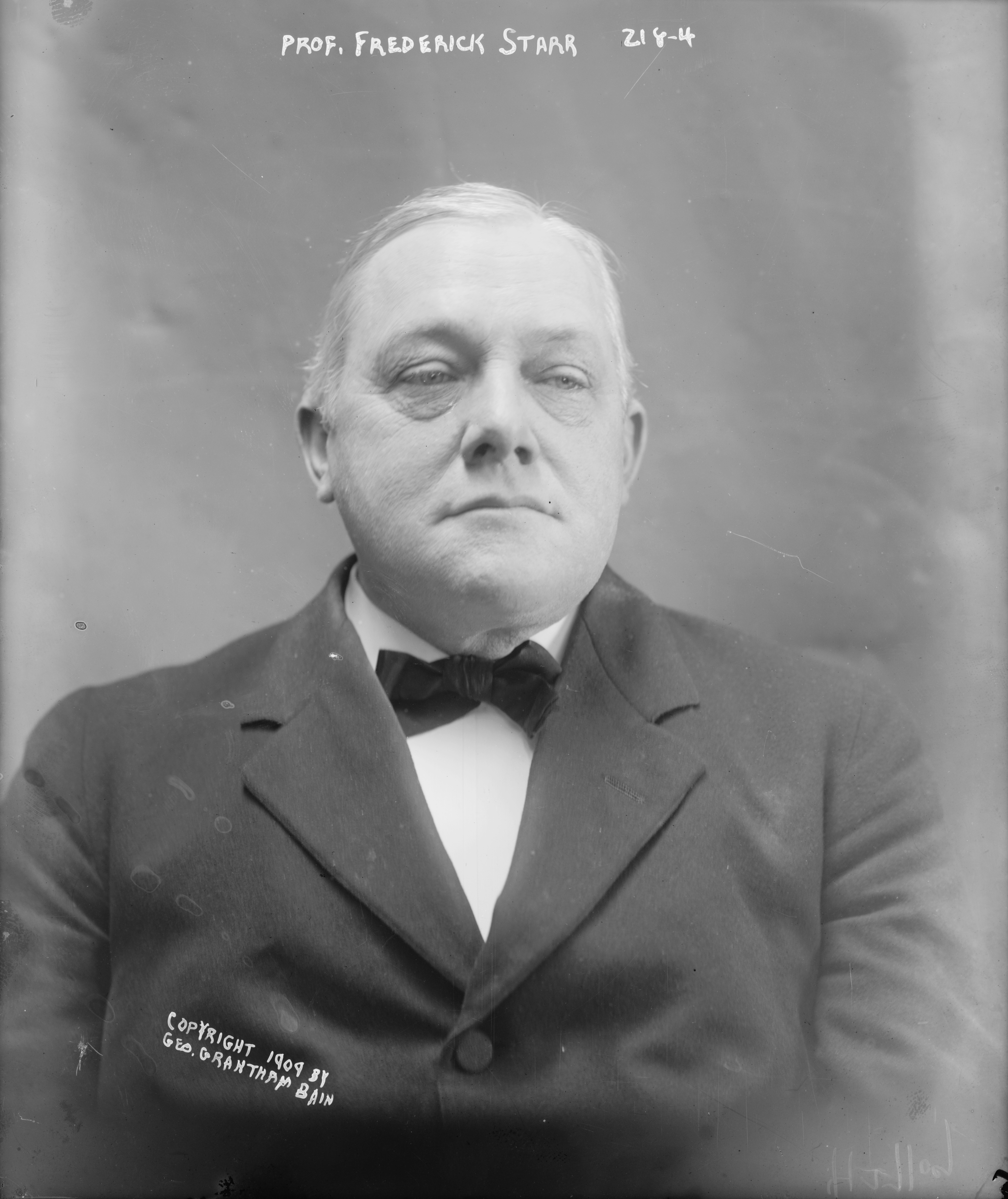
お札博士・スタール

フレデリック・スタール（Frederick_Starr、1858年9月2日 – 1933年8月14日） アメリカの人類学者であり、日本では「お札博士」として知られた人物である。また、松浦武四郎の最初の伝記執筆者であり、土俗玩具の収集家でもあった。著者名として冨禮傳陸久、壽多有の表記を用いたことがある。

## 生涯・人物
ニューヨーク州オーバーン市に生まれる。1882年にロチェスター大学で学位を得て、1885年にラファイエット大学で地質学における博士号を取得、アイオワ州のコー大学で生物学を教えていたが、アメリカ自然史博物館（AMNH）で地質学の学芸員として働くようになると、人類学と民族学に興味を持つようになり、博物学者のフレデリック・ウォード・パトナムの推薦により、AMNHの動物行動学コレクションの学芸員に任命される。1888年から翌年にかけてはシャトーカ協会の記録係として、ニューヨーク北西部の人類学調査にたずさわる。1889年～1891年までAMNHの民族学担当の学芸員であった。シャトーカ協会のウィリアム・レイニー・ハーパー会長がシカゴ大学の学長に就任した際、スタールを人類学の助教授に任命し、1895年まで勤めて在職権を得た。1905年～1906年にかけてアフリカのコンゴ自由国でピグミー種族など28種の民族について綿密な研究をし、1908年にはフィリピン諸島で、1911年には韓国で人類学調査を行っている。さらに1912年には当時もっとも危険な地帯と考えられていた西アフリカのシエラレオネ、リベリアなどで暮らした。
スタールの日本との関係は1904年（明治37年）2月9日、つまり日露戦争開戦の前日に始まる。戦意高揚の中にある日本人を目撃しスタールは共感を抱いた。彼の来日した目的とは、ルイジアナ購入百周年の記念事業としてセントルイスで開催される万国博（セントルイス万国博覧会）・人類学参考館に「生きた展示品」としてアイヌを何人か連れてくることにあった（人間動物園も参照）。この使命のためにスタールは英文で書かれたアイヌ研究の論文を手に入るかぎり読破し、そこで松浦武四郎の著作を知る。以後10年間、彼は松浦武四郎の人物にとりつかれ、1909年（明治42年）、1913年（大正2年）、1915年（大正4年）と来日をくり返す。1916年には松浦の生涯を綴った伝記『The Old Geographer- Matsuura Takeshiro』を出版した。
最後の16回目の来日は1933年（昭和8年）の7月であり、そのまま満州・朝鮮を訪問し、8月に東京に戻ってきた直後に発病し、3日後に他界している。ベルギーとイタリアから勲章を授けられ、日本からは瑞宝章が授与された。シカゴ大学の人類学部には、スタール講座が今も残されている。スタールの遺骨は、富士山麓須走口に埋葬されている。

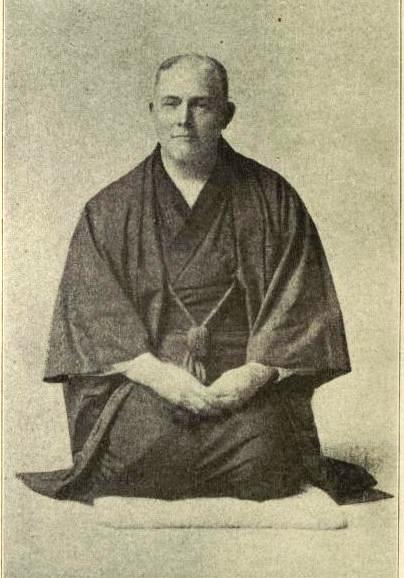
着物姿のスタール

着物姿で人力車に乗るスタール。1925年

## 日本研究
スタールの日本研究の範囲はユニークかつ幅広く、アイヌ、松浦武四郎以外では、なぞなぞ・絵解き・ひな祭り・祭社の山車・河童信仰・納札・富士講・看板・達磨・碁・将棋・寒参りにまで及ぶ。特に納札に関してはマニアのレベルに達し、自分の名をもじって「壽多有」と刷られた納札（千社札）を日本各地への旅行に持ち歩き、神社仏閣に貼りまくった。この行為がスタールを「お札博士」と呼ばせ、日本の知人に親しまれた理由であった。
彼の足跡は、東海道・四国・九州・東北に残され、富士山には5回も登山し、木曽御岳にも登っている。四国遍路も2度巡礼した。2回目に来日した時に帝大教授・坪井正五郎に世話してもらった駒込西片町の家を根拠地とし、集古会のメンバー（清水晴風・西澤仙湖・久留島武彦・淡島寒月・林若樹・山中共古）や、開山当初から我楽他宗という関東のサークル(三田平凡寺ら)と接触、第三十一番 寿多有山趣味梵殺と号し、蒐集品の交換や「東海道中膝栗毛」の輪講に参加している。1929年8月、我楽他宗から除名される。
親日家としてのスタールの面目は、本国アメリカで発揮される。1922年には、シカゴ大学で富士山に関する展覧会を開き、1924年には、アメリカ議会に提出されていた排日移民法案を批判し、日本人のみに適用される移民法は人道と建国の精神に反すると訴えた。同時に、日本国民に対しては「日本は親善のために国際社会に対して常に譲歩をしてきたが、それは誤解を生み、軽蔑を招く。排日移民法に対してなぜ日本の正当を正々堂々と主張しないのか」といった苦言を呈した。1930年代に満州事変・第一次上海事変を受けて日本へのアメリカの世論が硬化すると、一人で南部・中西部の諸州を巡回し日本の立場を極力弁護した。

## 著作
- Catalogue of Collections of Objects Illustrating Mexican (1899)
- Indians of South Mexico (1900)
- The Ainu Group of the Saint Louis Exposition (1904)
- The Truth about the Congo (1907)
- In Indian Mexico (1908)
- Filipino Riddles (1909)
- Japanese Proverbs and Pictures (1910)
- Liberia (1913)
- Mexico and the United States (1914)
- Korean Buddhism, History--Condition--Art (1918)
- Fujiyama, the Sacred Mountain of Japan. (1924)[10]
- Catalogue of an exhibition of objects relating to Mount Fuji (1927)[11]

### 日本語訳
- 『アイヌ謎集 』小谷部全一郎編 (鶴岡信治、1911年)
- 『お札博士の見た東海道』（大正5年（1916年））石井眞峯訳、前橋浜衛挿画撮影
- 『山陽行脚』（大正6年（1917年））（金尾文淵堂）
- 『御札行脚』（大正8年（1919年））（金尾文淵堂）
- 『納札史』（大正10年（1921年））[2][3][4]
- 『世界人種物語』津田敬武訳 (厚生閣書店、1924年)
- 『お札行脚』〈知の自由人叢書〉川村伸秀編集, 山口昌男監修（国書刊行会、2007年）ISBN 9784336047168 - 上記『山陽行脚』『御札行脚』を収録。